# Никифор I Комнин
Никифо̀р I Ко̀мнин Ду̀ка (на византийски гръцки: Νικηφόρος Α΄ Κομνηνός Δούκας; * ок. 1240, † ок. 1297) е деспот на Епир от 1267/8 до 1297 г.

## Биография
Никифор е най-възрастният син на Михаил II Комнин и Теодора Петралифина. През 1249 г. той е сгоден за Мария, внучката на никейския император Йоан III Дука Ватаций, който го провъзгласява за деспот. Бракосъчетанието се състои в Солун през 1256 г., но Мария умира две години по-късно.
В следващите години Никифор се въвлича в борбите на баща си против император Михаил VIII Палеолог, като двамата участват в отстъплението преди Пелагонийската битка. След като никейците превземат по-голямата част от Епир в 1259 г., Никифор се оттегля на Италийския полуостров, където получава подкрепления от сицилианския крал Манфред, на когото той се пада шурей (Никифоровата сестра Елена Дукина е женена за крал Манфред). С подкреплението Никифор помага на баща си да отвоюва Епир, но през 1264 г. те претърпяват повторно поражение и са принудени да се споразумеят с Михаил VIII. Като част от този договор, Никифор се жени за Анна Кантакузина – племенница на Михаил VIII.
През 1267/8 г. Никифор I наследява баща си като владетел на Епир и му се налага да се справи с Карл I Анжуйски, който отстранява Манфред и в 1272 г. превзема Драч. Когато византийците застават срещу интересите на Никифор по време на кампанията срещу Карл, епирският деспот започва преговори с Карл I Анжуйски и в 1276 г. сключва съюз. Съглашението на Карл I Анжуйски, Никифор I Комнин и доведения му брат Йоан I Дука завзема няколко градове, включително и Бутринт в 1278 г. Противоречив е фактът, че докато е в съюз с католическия монарх Карл, Никифор и Йоан действат в подкрепа на анти-униатските фракции във Византия, като им предоставят убежище от гоненията на Михаил VIII Палеолог. През 1279 г. Никифор се признава за васал на Карл и предава Бутринт на своя сюзерен. След последвалото поражение на Карл Анжуйски от византийците, Никифор губи владенията си в днешна Албания. Съглашението понася тежък удар при избухването на анти-анжуйското въстание в Сицилия, известно като Сицилианската вечерня (1282 г.). Брожението е подстрекавано частично и от Михаил VIII. В резултат Карл I Анжуйски загубва Сицилия, успявайки да запази единствено Неаполитанското кралство.
След възстановяването на източноправославието при Андроник II Палеолог в 1282 г., Никифор подновява съюза си с Византия чрез съпругата си Анна, която отпътува за Константинопол, за да уреди споразумението. Всъщност Никифор се превръща в доброволен инструмент в ръцете на Анна, която обслужва интересите на византийския двор. През 1284 г. те примамват Михаил, синът на Йоан I Дука (владетелят на Тесалия), в Епир с обещанието за династичен съюз, но го арестуват и изпращат в Константинопол. Това въвлича Никифор I във война срещу доведения му брат, който в отговор на това през 1285 г. опустошава околностите на Арта. Анна се захваща с амбициозната цел да обедини епирските и константинополските родове като омъжи дъщеря си Тамар за Михаил IX Палеолог, синът на Андроник II и негов съимператор. Въпреки че начинанието се проваля, през 1290 г. малкият ѝ син Тома получава титлата деспот от императора.
Анти-византийската аристокрация успява да убеди Никифор да започне преговори с краля на Неаполитанското кралство Карл II Анжуйски, което се оказва предпоставка за византийско нашествие през 1291 г. Това утвърждава съюза с Неаполитанското кралство и намесата на Карл II чрез неговите васали граф Рикардо Орсини Кефалонски и принц Флорент Ахейски възпира византийското настъпление в епирските земи. Никифор омъжва дъщеря си Мария за наследника на Кефалония, а другата си дъщеря – Тамар, за сина на Карл II, Филип I. На Тамар е дадено правото да наследи Епир вместо брат си, а Карл II обещава да ѝ бъде позволено да запази православната си вяра. Бракосъчетанието се състои през 1294 г. и включва прехвърлянето на Филип на няколко укрепления по бреговата ивица (част от Тамарината зестра). Филип едновременно получава и владенията на баща си в Гърция.
Неизбежното напрежение между местните гръцки феодали и техния господар отваря възможност пред Никифоровия племенник, владетеля на Тесалия, да се намеси и да завземе отдадените на Филип крепости. В крайна сметка повечето от тях са възвърнати от Ангевините и в 1296 г. мирът е възстановен. Никифор I умира малко след сключването на мира, някъде между септември 1296 г. и юли 1298 г. Вдовицата му Анна осигурява епирския престол на малолетния им син Тома.

## Семейство
От първата си съпруга Мария, дъщерята на император Теодор II Дука Ласкарис, Никифор I Комнин има една дъщеря:
- Мария, която се омъжва за граф Йоан I Орсини Кефалонийски (1304 – 1317); техните синове Николай Орсини и Йоан II Орсини по-късно стават деспоти на Епир.

От втората си съпруга Анна Кантакузина, племенницата на император Михаил VIII Палеолог, Никифор I Комнин има две деца:
- Тамара Ангелина Комнина, която се жени за Филип I, син на крал Карл II;
- Тома I Комнин, който наследява епирския престол.